# شاه‌ماهی گرد دوباله
شاه‌ماهی گرد دوباله (نام علمی: Spratellomorpha bianalis) نام یک گونه از تیره شگ‌ماهیان است.